# The Great Patty Caper
«The Great Patty Caper» (titulado «La Gran Conspiración de la Hamburguesa» en Hispanoamérica y «El Gran Robo de la Fórmula» en España) también conocido como «Mystery with a Twistery», es el episodio 17 de la séptima temporada y el episodio 143 en general de la serie de televisión animada estadounidense Bob Esponja. El episodio se emitió originalmente en Nickelodeon en los Estados Unidos el 11 de noviembre de 2010. La serie sigue las aventuras del personaje principal en la ciudad submarina de Fondo de Bikini. En el episodio, la llave de la bóveda que contiene la receta de Cangreburger se pierde y Bob Esponja debe localizarla antes de que la receta se pierda para siempre.
El episodio fue un especial de televisión escrito por Casey Alexander, Zeus Cervas, Steven Banks y Dani Michaeli, y la animación fue dirigida por el director supervisor Alan Smart y Tom Yasumi. «The Great Patty Caper» estuvo disponible en el DVD del mismo nombre el 8 de marzo de 2011. Tras su lanzamiento, el episodio atrajo a 6,6 millones de espectadores, lo que lo convirtió en la transmisión animada más importante de 2010, y recibió críticas positivas.

## Trama
En el Krusty Krab, Bob Esponja va al congelador para conseguir Cangreburguers, sólo para descubrir que no queda ninguna. Él y Mr. Krabs intentan hacer más, pero Plankton sale de la bóveda con la fórmula. Mr. Krabs lo atrapa y envía la fórmula a un banco, antes de darse cuenta de que la necesita para hacer más Cangreburger. Le da a Bob Esponja la llave de la bóveda en la que está escondida la receta, y él y Patricio abordan un tren hacia el banco en busca de la caja de seguridad. Finalmente, roban la llave y Bob Esponja y Patricio deben encontrar al culpable. En ese momento, Plankton se acerca y Patrick lo busca pero lo encuentra limpio. El dúo detiene el tren y descubre a varios ladrones, ninguno de los cuales tiene la llave.
Bob Esponja comienza a llorar cuando Patricio revela que encontró la llave, que estaba en los pantalones de Bob Esponja. Suben al tren de nuevo, Plankton roba la llave y los arroja por una ventana. Vuelven al tren para perseguirlo, pero Plankton desconecta los vagones y el tren, dejando a Bob Esponja y Patricio en la locomotora. Patrick intenta detenerlo, pero destruye los frenos y hace que el motor acelere. Patricio detiene el motor arrojando una roca a la pista, lo que hace que se voltee y casi choque con una casa de retiro. A continuación, Patricio rompe accidentalmente el acelerador. Mientras tanto, se ve a Plankton tratando de robar la fórmula, pero Mr. Krabs lo detiene. El motor choca contra el banco y Mr. Krabs tiene que pagar los daños.

## Producción
«The Great Patty Caper» fue escrita por Casey Alexander, Zeus Cervas, Steven Banks y Dani Michaeli, con el director supervisor Alan Smart y Tom Yasumi como directores de animación. Alexander y Cervas también actuaron como directores del guion gráfico. El episodio se emitió originalmente en Nickelodeon en los Estados Unidos el 11 de noviembre de 2010, con una clasificación parental TV-Y7. Nickelodeon calificó el episodio como un especial de televisión llamado «Mystery with a Twistery» en el que:

«Mr. Krabs envía la receta de Cangreburger a una bóveda lejana para guardarla a salvo para que Plankton no pueda acceder a ella. Pero cuando Mr. Krabs olvida la receta, le da a Bob Esponja la llave de la bóveda y lo envía en un viaje a través del océano para recuperarla. ¡Las cosas van mal cuando la llave se pierde a bordo del tren Oceanic Express y Bob Esponja debe identificar al culpable y recuperar la llave antes de que la receta de Cangreburger desaparezca para siempre!»

«The Great Patty Caper» fue lanzado en una compilación en DVD del mismo nombre el 8 de marzo de 2011 por Paramount Home Entertainment. El DVD incluye el episodio en sí, «Growth Spout», «Stuck in the Wringer», «Someone's in the Kitchen With Sandy», «The Inside Job», «Greasy Buffoons» y «Model Sponge». El 6 de diciembre de 2011, se lanzó en el DVD SpongeBob SquarePants: Complete Seventh Season, junto con todos los episodios de la séptima temporada.

## Recepción
Tras su lanzamiento, «The Great Patty Caper» se ubicó como la transmisión de entretenimiento más importante del cable básico para su semana de lanzamiento con un total de espectadores, atrayendo a 6,1 millones de espectadores. El episodio también se ubicó como la transmisión televisiva número uno de la semana con niños de 2 a 11 años en transmisión y cable básico. El estreno se ubicó como el programa principal de la noche del jueves 11 de noviembre con todos los grupos demográficos de niños y preadolescentes, registrando ganancias de dos y tres dígitos para Nickelodeon. El especial también promedió 1,4/1,6 millones en la demografía de adultos entre 18 y 49 años, atrayendo a más espectadores adultos que Conan de TBS esa noche. El episodio tuvo un total de 6,6 millones de espectadores (+122%), lo que lo convirtió en la transmisión animada más importante del año para niños de 2 a 11 años.
Sandy Angulo Chen de Common Sense Media le dio al episodio 3/5 estrellas y escribió: «La serie todavía no tiene un propósito educativo oculto, pero expone a los niños a la estructura de la trama, el desarrollo de los personajes, la previsibilidad y las diversas formas en que se utiliza el humor en una historia». Paul Mavis de DVD Talk reaccionó positivamente al episodio y dijo que «es sin duda una de las entradas más enérgicas que he visto de la serie en mucho tiempo». Mavis agregó que «'Plankton Chugs Along' cobra fuerza hasta llegar a una conclusión satisfactoria (Bob Esponja como un viejo también es infalible)», pero estaba decepcionado «que alguien no explotó la obvia secuencia del tren con sabor al asesinato de Agatha Christie en el Orient Express al hacer que Bob Esponja se adornara como Poirot o incluso como Miss Marple mientras realizaba su inepta investigación (Bob Esponja disfrazado de mujer siempre es un sólido ganador)».
Marty Shaw de BSC Kids, sobre los ratings, dijo: «Bob Esponja ha estado al aire desde 1999 y el episodio del 11 de noviembre fue el octavo programa de la octava temporada. ¿Qué significa eso exactamente? Con 6,102 millones de espectadores mirando, significa que las aventuras de Bob Esponja nunca pasan de moda». Billy Gil de Home Media Magazine dijo que «'Plankton Chugs Along' es uno de los mejores episodios de Bob Esponja de los últimos tiempos [...]». Roy Hrab de DVD Verdict no se mostró positivo con respecto al DVD y dijo: «Vaya, esta es probablemente la serie de episodios de Bob Esponja más aburrida que he visto en mi vida».